# Obeł
Obeł (bułg. Обел) – wieś w Bułgarii, w obwodzie Błagoewgrad, w gminie Błagoewgrad. Według danych szacunkowych Ujednoliconego Systemu Ewidencji Ludności oraz Usług Administracyjnych dla Ludności 15 września 2018 roku wieś liczyła 31 mieszkańców.